# El Rancagüino
El Rancagüino es un periódico matutino chileno, de carácter regional, con sede en la ciudad de Rancagua, donde se distribuye diariamente. El diario, reconocido por su trayectoria, es miembro de la Asociación Nacional de la Prensa (ANP) y miembro activo de la Sociedad Interamericana de Prensa (SIP).
Tras el cierre del diario El Centro de Talca en agosto de 2020, y los ajustes que obligaron al diario La Discusión de Chillán a cancelar su edición en formato físico, El Rancagüino y el diario El Día de La Serena son los únicos diarios regionales que se publican en formato físico que no están asociados a los tres grandes consorcios que en Chile han dominado el formato físico en los últimos veinte años (El Mercurio, Metro International y COPESA).

## Historia

### La Semana(1915-1938)

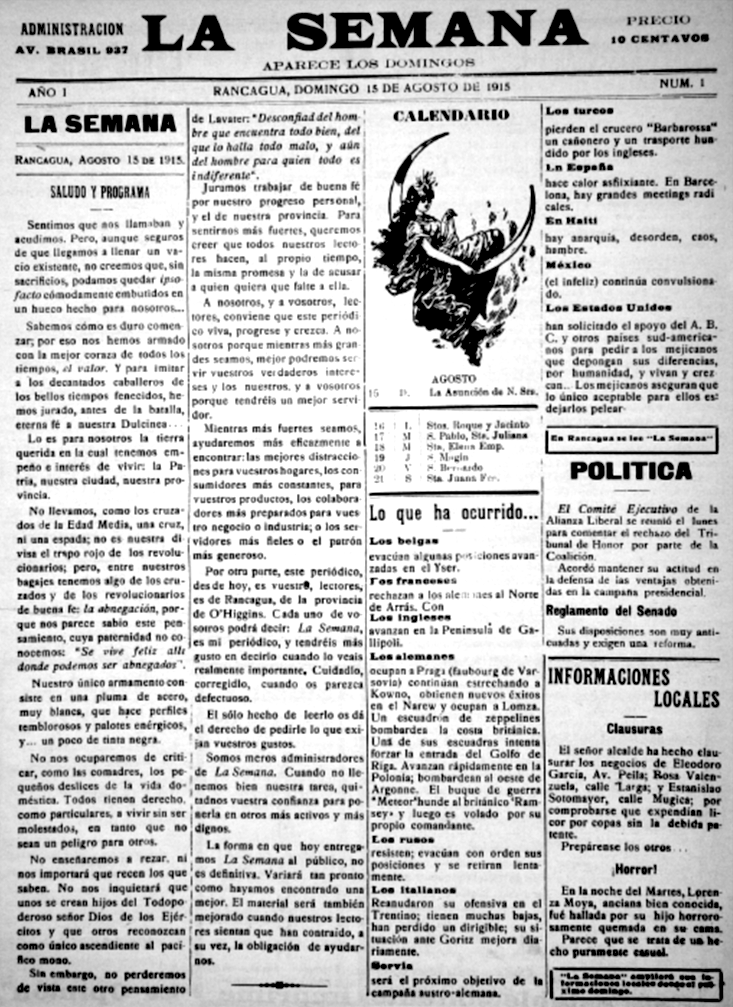
Portada de la primera edición de La Semana, 15 de agosto de 1915.

Miguel González Navarro fue un profesor normalista y contador rancagüino que pasó varios años en Europa, donde uno de los trabajos que tuvo fue el de traductor de artículos para la revista Paris Select de Francia. Con el estallido de la Primera Guerra Mundial en 1914, regresó a Chile, y decidió establecerse en su ciudad natal donde  decidió crear un periódico semanal, al cual tituló La Semana. Para ello, arrendó el inmueble de calle Independencia 519, el 1 de agosto de 1915, y adquirió los implementos necesarios para su impresión. El 15 de agosto de ese año se lanzó el primer número de La Semana, en cuya editorial se establecían los motivos para su creación:

Sentimos que nos llamaban y acudimos. Pero, aunque seguros de que llegamos a llenar un vacío existente, no creemos que, sin sacrificios, podamos quedar ipso facto, cómodamente embutidos en un hueco hecho para nosotros... No nos preocupamos de criticar, como las comadres, los pequeños deslices de la vida doméstica... No enseñaremos a rezar, ni nos importará que recen los que saben... Juramos trabajar de buena fe, por nuestro progreso personal y el de nuestra provincia...
La Semana, 15 de agosto de 1915.

En 1924 el periódico se trasladó a unas nuevas dependencias en la esquinas de las calles O'Carrol y Campos. El semanario tuvo colaboradores como el escritor Gonzalo Drago, quien firmaba bajo el seudónimo «Alsino y Ateneo», y el joven poeta Óscar Castro, quien bajo el alias de Raúl Gris publicó sus primeros poemas en La Semana, medio por el cual comenzó a ser conocido a nivel local.

A los 18 años, pálido, de aspecto tímido, [Óscar Castro] se acercó a Miguel González Navarro, director de La Semana de Rancagua, y le entregó un poema para que lo leyera y publicara 'si tenía méritos literarios'. El director era un hombre culto, lo acogió amablemente, leyó los versos y los aprobó sin hablar, con repetidos movimientos de cabeza...
Héctor González, 26 de julio de 2006.

### El Rancagüino(1938-actualidad)

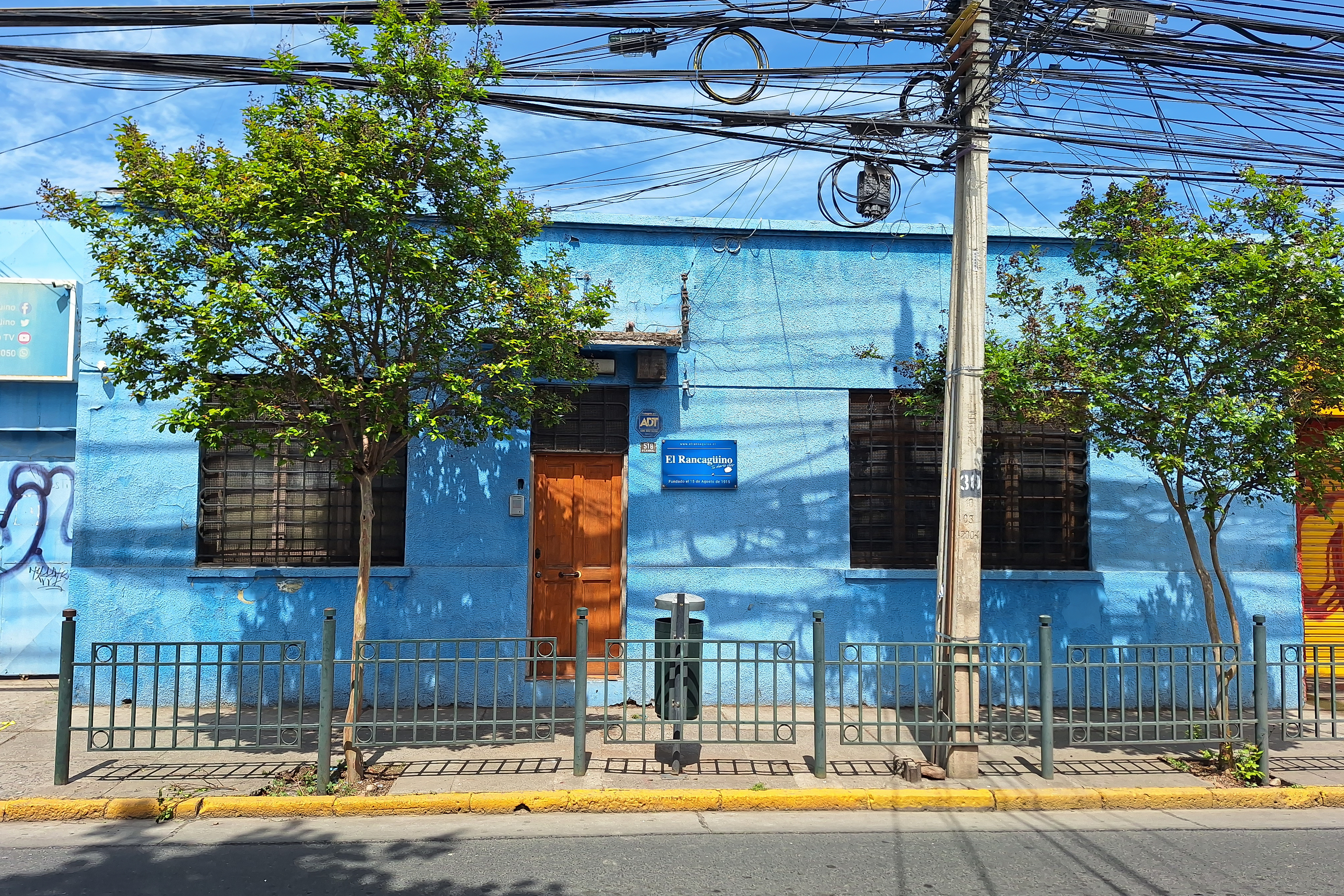
Dependencias del diario en Rancagua.

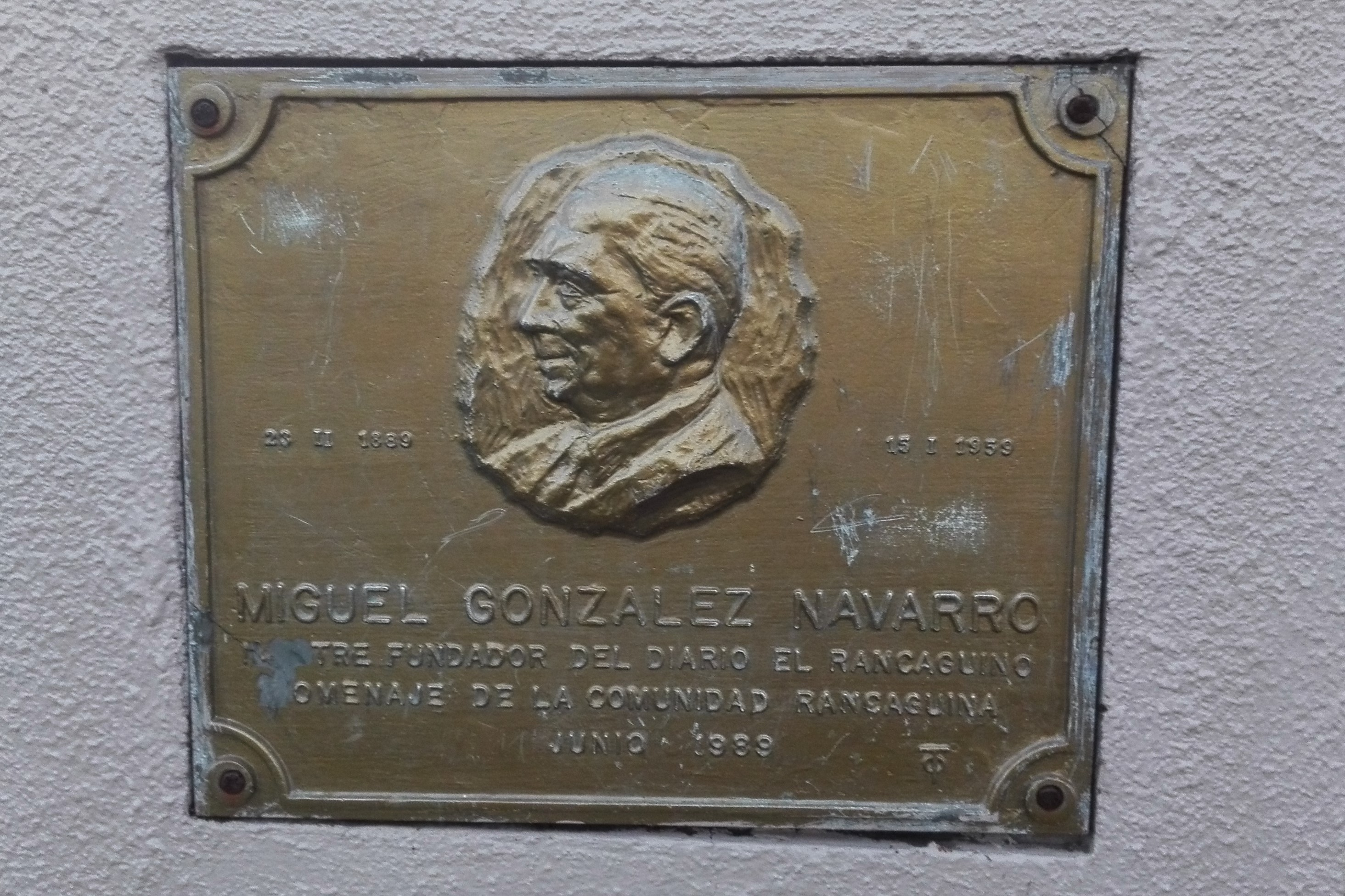
Placa en homenaje a Miguel González Navarro, fundador del periódico.

En 1938 González decidió cambiar la frecuencia de publicación del periódico, de semanal a diaria en horario vespertino, junto con lo cual fue renombrado como El Rancagüino, apelando al gentilicio de Rancagua, por entonces capital de la provincia de O'Higgins. La editorial del primer número de El Rancagüino, publicado el 15 de enero de 1938, decía:

[El Rancagüino nace] especialmente consagrado a Rancagua, ciudad que deseamos engrandecer hasta que se levante por sobre todas las demás de su categoría, haciéndose cada vez más digna de encabezar el movimiento regionalista y de estimular el progreso de las comunas vecinas con la trascendencia de su vida social y cultural y con la vitalidad de sus empresas comerciales, industriales y agrícolas (...)
El Rancagüino, 15 de enero de 1938.

Además de La Semana y su sucesor El Rancagüino, Miguel González Navarro creó otros periódicos locales como Las Noticias en Rengo, El Noticiero en San Vicente de Tagua Tagua, El Centinela en San Antonio, El Melipillano en Melipilla, La Región en Talagante y La Mañana y La Tarde en Rancagua.
El 15 de enero de 1959, el fundador del periódico fue asesinado en extrañas circunstancias en las dependencias del periódico, las cuales también fueron incendiadas. A pesar de ello, al día siguiente (16 de enero) el diario salió a la venta con un número especial de cuatro páginas, donde relataba el crimen, y se anunciaba la continuidad de El Rancagüino a manos de Héctor González Valenzuela, hijo del fallecido fundador, quien en 1955 ya había asumido como director del diario. Tras dicha crisis, la empresa periodística optó por suprimir todos los periódicos regionales que producía, con excepción de El Rancagüino, el cual fue impreso de forma temporal en un galpón en la residencia de González en la Avenida Cachapoal de Rancagua, lo cual se mantuvo hasta 1961, cuando fue reinaugurado su taller con renovadas maquinarias en su sede de calle O'Carrol.
Entre los hitos más importantes del diario están la cobertura de la Copa Mundial de Fútbol de 1962, durante la cual publicaron una segunda edición diaria con los resultados y pormenores de los partidos disputados en el Estadio El Teniente de Rancagua, y la publicación de la noticia del golpe de Estado de 1973, siendo uno de los pocos medios escritos del país en abordar el hecho durante la tarde del mismo 11 de septiembre de 1973.
A mediados de la década de 1990 El Rancagüino cambió su publicación del horario vespertino al matutino. El 15 de agosto de 2005, tras medio siglo como director del diario, Héctor González traspasó la dirección a su hijo Alejandro González Pino, manteniéndose como presidente del Consejo Editorial hasta su fallecimiento en 2016.

## Línea editorial
Históricamente, y bajo la dirección de Miguel González Navarro y Héctor González Valenzuela,  el periódico ha tenido una línea editorial regionalista, plural y afín a las ideas del catolicismo político. Esto lo llevó en su momento a tener un prestigio dentro de la región y a nivel nacional. Una muestra de aquello, fue su cobertura del plebiscito nacional de 1988 en el que el diario fue de los primeros en dar cuenta de los resultados regionales y en cubrir las actividades de la oposición a la dictadura militar de Augusto Pinochet, así como de la cobertura de la tragedia del Humo en Sewell de 1945, en el que el diario fue el primer medio nacional en cubrir el accidente.[cita requerida]
En los últimos años, y bajo la dirección de Alejandro Gonzalez Pino y Luis Fernando González, el periódico ha sido objeto de críticas en la región por la nula o escasa cobertura de hechos cubiertos por medios nacionales como el caso Sename, los diversos casos de corrupción e irrregularidades  al interior del Teatro Regional de Rancagua y la serie de casos de abusos ocurridos en la iglesia católica chilena, y  se ha volcado hacia una posición política afín al conservadurismo, como evidencia su cobertura de las elecciones municipales de 2016 en Rancagua y de la elección presidencial de 2017,[cita requerida] y en ocasiones, a ideas populistas, como lo ocurrido tras el asesinato de Joaquín Fernández en Rancagua,[cita requerida]situación que motivó un debate sobre la Ley de Responsabilidad Penal Juvenil en el que el diario en diversos reportajes, columnas y editoriales defendió abiertamente la controvertida idea de bajar la edad penal, situación que fue criticada a nivel nacional por UNICEF, la Defensoría de la Niñez y diversos especialistas legales en la materia.[cita requerida]

## Directores
La Semana

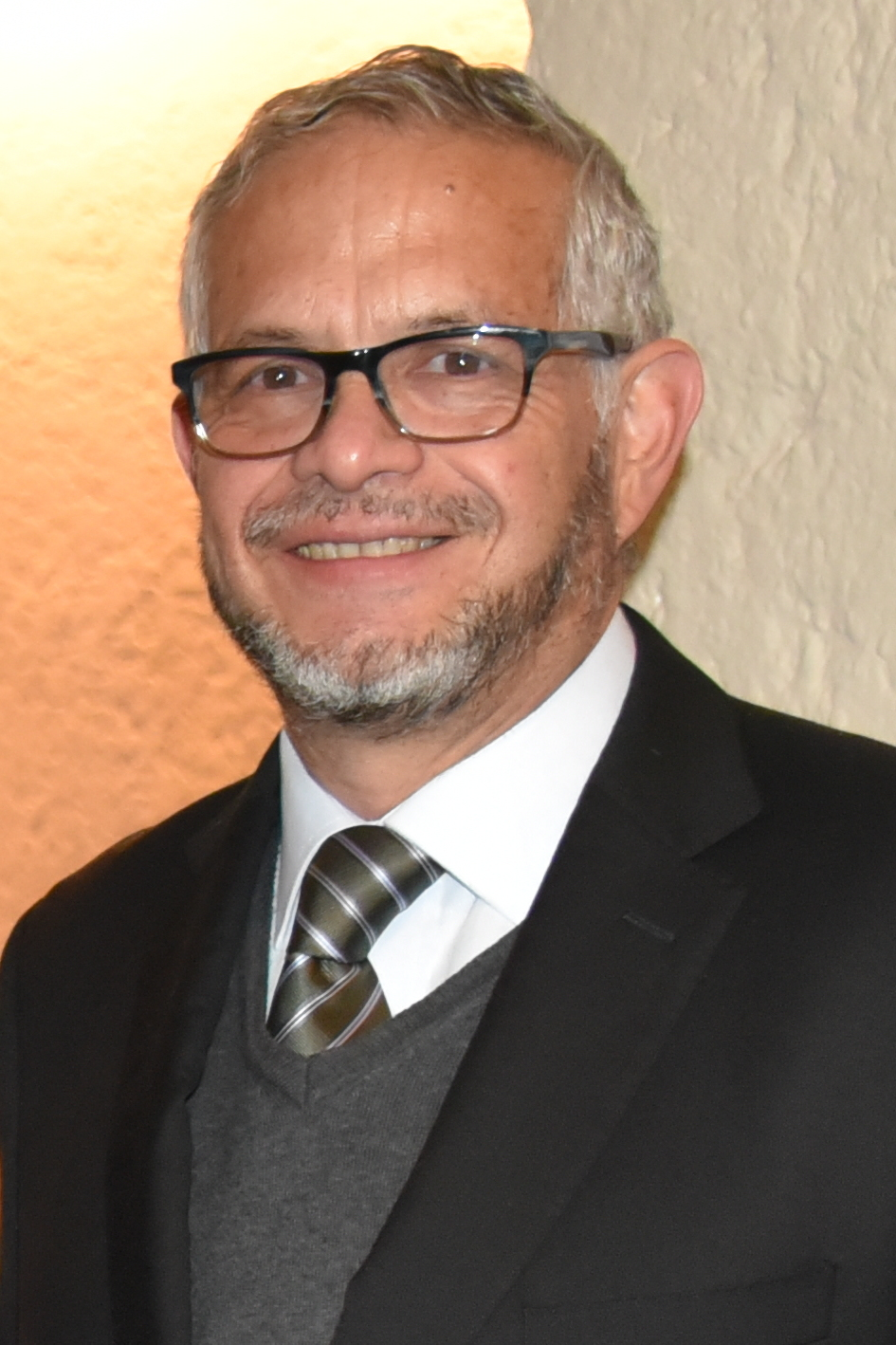
Alejandro González Pino, director de El Rancagüino desde 2005.

- Miguel González Navarro (1915-1939)

El Rancagüino
- Miguel González Navarro (1939-1955)
- Héctor González Valenzuela (1955-2005)
- Alejandro González Pino (2005-en el cargo)

## Directivos
Lista de directivos actualizada al 5 de septiembre del 2022.
- Propietario: Sociedad Informativa Regional S.A.
- Director: Alejandro González Pino
- Subdirector: Luis Fernando González Vallejos
- Jefa Administración: Mireya Valenzuela González
- Contador: Héctor Zúñiga Vera
- Jefe de Informaciones: Alejandra Sepúlveda Núñez
- Jefe de Arte y Diagramación: Jorge Lira Véliz
- Gerente Comercial: Eduardo Maldonado Solar
- Jefe de Distribución y Circulación: Mireya Valenzuela González
- Asesor Jurídico: Miguel González Pino